# Ad gentes
Az Ad gentes a második vatikáni zsinat rendelkezése az egyház missziós tevékenységéről.
A rendelkezést az összegyűlt püspökök közül 2394 támogatta és öten szavaztak ellene. VI. Pál pápa 1965. november 18-án hirdette ki.
A hagyomány szerint a zsinat dokumentumai kezdőszavaikról kaptak címüket. A latin nyelvű Ad gentes jelentése „a nemzetekhez”.
A rendelkezés további missziós munkára biztatott, hiszen az „az Egyház természetéből következik”, s arra, hogy a misszionáriusok éljenek együtt azokkal, akiket szeretnének megtéríteni, befogadva kultúrájukat.
A határozat céljáról bevezetője ezt írja: „A világ jelen helyzetében… az emberiség új állapotba került, s az Egyházat, a föld sóját és a világ világosságát fokozottan sürgeti hivatása, hogy megújítson és üdvözítsen minden teremtményt, annak érdekében, hogy Krisztusban minden megújuljon, és Benne az emberek egy családdá és Istennek egyetlen népévé legyenek. Ezért e Szent Zsinat, megköszönve Istennek az egész Egyház eddigi erőfeszítésének eredményeit, vázolni szándékozik a missziós tevékenység alapelveit, és össze akarja fogni minden hívő erejét, hogy Isten népe, a kereszt szűk ösvényét járva mindenütt terjessze Krisztusnak, az örökkévalóság urának országát, s készítse eljövetelének útját.”